# E576
La ruta europea E576 és una carretera que forma part de la Xarxa de carreteres europees. Comença a Cluj-Napoca (Romania) i finalitza a Dej (Romania). Té una longitud d'aproximadament 60 km i una orientació de nord a sud.